# Дунмин
Дунми́н (кит. упр. 东明, пиньинь Dōngmíng, буквально: «Восточная ясность») — уезд городского округа Хэцзэ провинции Шаньдун (КНР).

## История
При династии Цинь император Цинь Ши-хуанди во время путешествия на восток повелел назвать этот уезд Дунхунь (东昏县, «восточные сумерки»). Ван Ман в 9 году велел переименовать уезд в Дунмин, заменив смысл на противоположный. В 223 году уезд был расформирован.
При империи Сун в 963 году уезд Дунмин был создан вновь; при империи Мин в 1377 году был расформирован опять. В 1490 году уезд Дунмин был создан в третий раз и вошёл в подчинение Даминской управы провинции Бэйчжили (при империи Цин переименованной в Чжили, а в республиканское время — в Хэбэй).
В августе 1949 года была создана провинция Пинъюань, в составе которой был образован Специальный район Хэцзэ (菏泽专区); уезд оказался в составе специального района Хэцзэ. В ноябре 1952 года провинция Пинъюань была расформирована, и уезд перешёл в состав провинции Хэнань. В 1963 году решением Госсовета КНР была изменена граница между провинциями Хэнань и Шаньдун, и уезд был передан в состав Специального района Хэцзэ провинции Шаньдун. В марте 1967 года Специальный район Хэцзэ был переименован в Округ Хэцзэ (菏泽地区).
Постановлением Госсовета КНР от 23 июня 2000 года были расформированы Округ Хэцзэ и город Хэцзэ, а вместо них с 8 января 2001 года был образован Городской округ Хэцзэ.

## Административное деление
Уезд делится на 2 уличных комитета, 10 посёлков и 2 волости.